# No Mercy 2000
No Mercy 2000 è stata la terza edizione dell'omonimo pay-per-view prodotto dalla World Wrestling Federation, svoltosi il 22 ottobre 2000 alla Pepsi Arena ad Albany.

## Risultati
| # | Risultati | Stipulazioni                                          | Durata      |
| - | --- | ----------------------------------------------------- | ----------- |
| 1 | The Dudley Boyz (Bubba Ray e D-Von Dudley) eliminano per ultimi i Right to Censor (The Goodfather e Bull Buchanan) | Dudley Boyz Invitational tables match                 | 12:18       |
| 2 | APA (Bradshaw e Faarooq) e Lita hanno sconfitto T & A (Test e Albert) e Trish Stratus                              | Six-person mixed tag team match                       | Senza tempo |
| 3 | Chris Jericho ha sconfitto X-Pac                                                                                   | Steel cage match                                      | 10:40       |
| 4 | Right to Censor (Val Venis e Steven Richards) hanno sconfitto Chyna e Mr. Ass                                      | Tag team match                                        | 07:10       |
| 5 | Steve Austin vs. Rikishi termina in un no contest                                                                  | No Holds Barred match                                 | 09:21       |
| 6 | William Regal (c) ha sconfitto Naked Mideon                                                                        | Single match per il WWF European Championship         | 06:10       |
| 7 | Los Conquistadores (Conquistador Uno e Conquistador Dos) hanno sconfitto The Hardy Boyz (Matt e Jeff Hardy) (c)    | Tag team match per il WWF World Tag Team Championship | 10:52       |
| 8 | Triple H (con Stephanie McMahon-Helmsley) ha sconfitto Chris Benoit                                                | Single match                                          | 18:43       |
| 9 | Kurt Angle (con Stephanie McMahon-Helmsley) ha sconfitto The Rock (c)                                              | No Disqualification match per il WWF Championship     | 21:01       |